# Từ Tử Kỳ
Từ Tử Kỳ (sinh ngày 29 tháng 11 năm 1982) là nữ diễn viên, người mẫu Hồng Kông. Hiện tại cô là vợ của Martin Lý Gia Thành, Chủ tịch Tập đoàn Henderson, con dâu của tỷ phú Lý Triệu Cơ. Từ Tử Kỳ lớn lên tại Úc sau đó quay về Hồng Kông theo học Trung học South Island.
Năm 14 tuổi, cô làm người mẫu cho công ty người mẫu Elite. Sau đó được đạo diễn Trần Gia Thượng mời thử vai trong phim Ngộ nhân tử đệ (誤人子弟). Cô tốt nghiệp Cử nhân ngành Kinh tế và Thương mại Đông Âu của Đại học London, sau đó là hoàn thành khóa học thạc sĩ về Giới và Truyền thông năm 2005.

## Đời tư
Tháng 4 năm 2000, cô và nam diễn viên Hồng Thiên Minh, con trai Hồng Kim Bảo sau khi hợp tác trong phim Green Hope xuất hiện tin đồn hẹn hò. Dù nhiều lần bị phóng viên bắt gặp cả hai hẹn hò và hôn nhau nhưng chưa bao giờ chính thức công khai chuyện tình hai năm. Mẹ của Từ Tử Kỳ được cho là không ủng hộ nên hai người đã chia tay năm 2002.
Năm 2003, cô bị bắt gặp hẹn hò và đang ôm nhau với bạn trai Brian hơn cô 1 tuổi, cô ưng thuận với mối tình mà mẹ cô hài lòng. Mối tình chỉ kéo dài 1 năm do cả hai cảm thấy có những khoảng cách không thể hoà hợp.
Cô và Hoắc Khải Sơn, con trai thứ hai của Hoa hậu Hồng Kông Chu Linh Linh và thương gia Hoắc Chấn Đình trong thời gian du học ở Anh từng hẹn hò 1 tháng, thường xuyên xuất hiện cùng nhau ở quán bar. Sau đó quay về Hồng Kông tiếp tục chuyện tình nhưng phủ nhận, không công khai, chỉ nhận từng là bạn tốt ở Anh.
Tháng 7 năm 2004, cô gặp gỡ thiếu gia Lý Gia Thành, con trai của tỷ phú Lý Triệu Cơ và xuất hiện tin đồn hẹn hò. Nhưng cô phủ nhận và tuyên bố cả hai mới chỉ là bạn bè. Sau khi tin tức đến chưa đầy 1 tuần thì Tử Tử Kỳ đã khai trương cửa hàng quần áo Clover ở khu Trung Tây (Hồng Kông). Tháng 8, cả hai lộ ảnh nắm tay trên bờ biển, Từ Từ Kỳ xác nhận đang hẹn hò nhưng cảm thấy áp lực.
Tháng 9 năm 2005, xuất hiện tin đồn Lý Gia Thành muốn Từ Tử Kỳ từ bỏ làng giải trí và chia tay nhưng cô phủ nhận. Tháng 9 năm 2006, báo chí đưa tin cô đã mang bầu 5 tháng.
Ngày 15 tháng 12 năm 2006, cô kết hôn với Lý Gia Thành (sinh năm 1971), con trai thứ hai của ông Lý Triệu Cơ, Chủ tịch Tập đoàn Bất động sản Hederson. Cả hai có với nhau 3 người con: con gái là Lý Hy Đồng (sinh năm 2007), Lý Hy Nhi (sinh năm 2009) và Lý Tuấn Hy (sinh năm 2011). Ngày 27 tháng 9 năm 2015, Từ Tử Kỳ thông qua trang instagram cá nhân xác nhận đang mang thai con thứ 4. Ngày 6 tháng 10 năm 2015, cô sinh con trai Lý Kiến Hy.

## Danh sách phim

#### Phim điện ảnh
- Teaching Sucks (1997)
- Thời gian và thủy triều (2000)
- Yêu em, đừng đi (愛我別走, 2000)
- Cop shop babes (2001)
- The Saving Hands (2001)
- Tứ Đại Thiên Vương (四大天王, 2006)
- Chàng ngốc đó yêu em (那個傻瓜愛過你, 2007)

### Phim truyền hình
- 2004: Sunshine Heartbeat vai Quan Ban Nam (Coco)
- 2000: The Green Hope vai Nguyễn Doanh (Queenie)